# Christian de Perthuis
 (janvier 2023).
Christian de Perthuis, né le 27 avril 1954, est un économiste français.

## Biographie

### Jeunesse et études
Christian de Perthuis obtient un 1977 un master de philosophie et un master d'économie à l'université Panthéon-Sorbonne. Après un doctorat en économie, en 1979, sur le sujet des transferts sociaux en France, il obtient, en 1984, un doctorat d’État à l'université de Montpellier, avec une thèse sur l'allocation des ressources alimentaires en Algérie.

### Parcours professionnel
Il a commencé sa carrière dans le secteur agricole avant d’occuper des fonctions de direction dans deux instituts de recherche économique : Rexecode et le BIPE.
Il est désormais professeur associé d’économie à l’université Paris-Dauphine, où il fonde en 2009 la Chaire économie du climat (CEC),.
Dans les années 2000 il a dirigé la « Mission climat » de la Caisse des dépôts, puis a fondé la Chaire économie du climat à l’université Paris-Dauphine. Il a conduit différentes missions pour les pouvoirs publics, la dernière en date étant la présidence du Comité pour la fiscalité écologique dont les propositions ont abouti à l’introduction d’une taxe carbone dans la fiscalité française.
Christian de Perthuis est l'auteur de plus d’une dizaine d’ouvrages, dont plusieurs ont été traduits en anglais et en chinois.

## Ouvrages
- Carbone fossile, carbone vivant : Vers une nouvelle économie du climat, Gallimard, 2023, 288 p. (ISBN 978-2073026637)
- Climat 30 mots pour comprendre et agir, De Boeck Supérieur, 2022
- Ils voulaient refroidir la Terre (roman), éd. Librinova, 240 p., 2021  (ISBN 979-10-262-2749-6)
- Covid-19 et réchauffement climatique[4], De Boeck Supérieur, 2020
- Le Tic-tac de l'horloge climatique, De Boeck Supérieur, 2019
- Le Climat, à quel prix ? La négociation climatique, avec Raphaël Trotignon, Odile Jacob, 2015
- Le Complot climatique, L'Harmattan, 2014
- Le Capital vert. Une nouvelle perspective de croissance, avec Pierre-André Jouvet, Odile Jacob, 2013, traduction anglaise (Green capital: a new perspective on growth) parue en 2015 chez Columbia University Press
- Et si le changement climatique nous aidait à sortir de la crise ? Idées reçues sur l'action contre le changement climatique, avec Anaïs Delbosc, Éditions du Cavalier Bleu, 2012
- Economic Choices in a Warming World, Cambridge University Press, 2011
- Pricing carbon : The European Union Emissions Trading Scheme, avec Denny Ellerman et Frank Convery, Cambridge University Press, 2010
- Le Changement climatique, avec Anaïs Delbosc, Éditions du Cavalier Bleu, 2009
- Et pour quelques degrés de plus..., Pearson, 2009
- Le Développement durable, avec Arnaud Berger et Emmanuel Arnaud, Nathan, 2005
- La Finance, autrement, avec Jean-Pierre Petit, Dalloz, 2005
- La génération future a-t-elle un avenir ?, Belin, 2003